# Iturée
L'Iturée est le nom grec d'une région limitrophe de la Palestine pendant les périodes hasmonéenne, hérodienne et romaine, au Liban et dans l'Anti-Liban, autour de la plaine de la Bekaa.

## Histoire
L'Iturée n'est mentionnée qu'une fois dans le Nouveau Testament, dans l'Évangile selon Luc (III, 1), elle figure aussi avec le nom de certains de ses rois dans le Talmud. Elle est en revanche mentionnée par de nombreuses sources historiques. Le nom d'Ituréens (grec: Ἰτουραῖοι ou Ἰτυραῖοι), qui dérive du nom du beau-père de Moïse, Itur, c'est-à-dire Jethro (ou Hobab), est utilisé tout d'abord par Eupolème comme l'une des tribus soumises par le roi David, et à sa suite par des auteurs tels que Strabon, Pline l'Ancien, Flavius Josèphe et Dion Cassius. Ils présentent les Ituréens comme un peuple arabe nabatéen. Les Romains les connaissent comme un peuple de pillards et ils sont appréciés par leur grande habileté en tant qu'archers. L'Iturée fut conquise par le roi hasmonéen Alexandre Jannée et fut convertie de force au judaïsme.
Une inscription indiquant que « Quintus Æmilius Secundus » rapporte qu'il a été « envoyé par Quirinius contre les Ituréens », témoigne probablement du fait que la révolte de Juda le Galiléen (an 6), s'était étendue jusqu'en Iturée. 
De nombreux auteurs chrétiens anciens dont Eusèbe de Césarée, en parlent sur la base du passage de l'Évangile selon Luc. Selon Flavius Josèphe, le royaume ituréen se trouvait au nord de la Galilée, et en 105 av. J.-C., Aristobule Ier, après l'avoir vaincu, annexa une partie de son territoire au royaume de Judée, lui imposant le Judaïsme. Strabon (XVI, 2, § 10) inclut le territoire des Ituréens dans le royaume de Ptolémée fils de Mennæus dont la résidence était à Chalcis et qui régna de 85 à 40 av. J.-C. Ce Ptolémée eut pour successeur son fils Lysanias, que Dion Cassius qualifie de « roi des Ituréens ». Vers 23 av. J.-C., l'Iturée avec les territoires environnants tomba selon Flavius Josèphe entre les mains d'un chef dénommé Zénodore fils de Lysanias. Trois ans plus tard, à la mort de Zénodore, Auguste donna l'Iturée à Hérode le Grand, qui à son tour la légua à son fils Hérode Philippe II.

## Localisation
La localisation de l'Iturée dans la région du mont Liban est confirmée par une inscription de l'an 6 apr. J.-C., dans laquelle Quintus Æmilius Secundus rapporte qu'il a été envoyé en mission par Quirinius contre les Ituréens au mont Liban. En 38 Caligula donna l'Iturée à un certain Sohémus, fils du tétrarque Lysanias II (celui qui est cité dans l'Evangile de Luc), fils de Ptolémée Mennaeus, que Dion Cassius et Tacite qualifient de "roi des Ituréens." Après la mort de Sohémus en 49, son royaume fut incorporé selon Tacite à la province romaine de Syrie. Dès lors les Ituréens fournirent des troupes auxiliaires à l'armée romaine; une aile et une cohorte d'Ituréens sont signalées en Germanie par l'épigraphie.